# Судано (Витербо)
Судано је насеље у Италији у округу Витербо, региону Лацио.
Према процени из 2011. у насељу је живело 29 становника. Насеље се налази на надморској висини од 334 м.